# سوءقصد به جان دوک گیز
سوءقصد به جان دوکِ گیز (انگلیسی: The Assassination of the Duke of Guise) یک فیلم تاریخی فرانسوی به کارگردانی شارل لو بارژی است که در سال ۱۹۰۸ منتشر شد. از بازیگران آن می‌توان به شارل لو بارژی، گابریل روبین، و ژان آنژلو اشاره کرد.